# 유럽 경제 지역
| 그리스 네덜란드 노르웨이 덴마크 독일 라트비아 루마니아 룩셈부르크 리투아니아 리히텐슈타인 | 몰타 벨기에 불가리아 스웨덴 스페인 슬로바키아 슬로베니아 아이슬란드 아일랜드 에스토니아 | 영국 오스트리아 이탈리아 체코 크로아티아 키프로스 포르투갈 폴란드 프랑스 핀란드 헝가리 |

EEA 구성 국가
EFTA 가입국 (스위스 제외)
EU 가입국

유럽 경제 지역(-經濟地域, European Economic Area, 약칭 EEA)은 유럽의 양대 무역 블록인 유럽 연합(EU)과 유럽 자유 무역 연합(EFTA)이 합쳐서 구성된 거대한 유럽 단일 통합 시장이다. 1994년 1월 1일에 EFTA와 EU 사이에 발효한 협정에 따라 만들어졌다.

## 참가국
2017년 기준으로, EEA에는 EU에 가입 중인 28개국을 합쳐, 총 33개국이 참가하고 있다.

## 같이 보기
- 유럽 연합(EU)
- 유럽 자유 무역 연합(EFTA)
- 중앙유럽 자유 무역 협정(CEFTA)
- 메르코수르(MERCOSUR)